# باري كوكي
باري كوكي (بالإنجليزية: Barrie Cooke)‏ هو رسام أيرلندي، ولد في 1931 في Knutsford ‏ في المملكة المتحدة، وتوفي في 4 مارس 2014 في Leighlinbridge ‏ في جمهورية أيرلندا بسبب مرض.